# Ponte de Probo
Ponte de Probo (em latim: Pons Probi) era uma ponte sobre o rio Tibre, em Roma, ligeiramente ao sul da Porta Trigêmina da Muralha Aureliana. Provavelmente construída durante o reinado do imperador Probo (r. 276-282), ela ligava o monte Aventino ao Trastevere. 

## História
Por causa das reformas de Aureliano, predecessor de Probo, as várias moendas na região do Trastevere passaram a ser muito utilizadas e criou-se a necessidade de uma forma mais simples de levar os cereais até Roma através do Tibre. Em 374, houve uma forte enchente em Roma e é provável que ela tenha provocado danos consideráveis à ponte. Entre 381 e 387, ela foi restaurada (ou reconstruída) pelos imperadores Teodósio I e Valentiniano II, motivo pelo qual ela era conhecida durante o período medieval como  "Ponte Nova" (em latim: Pons Novus) e "Ponte de Mármore de Teodósio" (Pons Marmoreus Theodosii).
A ponte foi reconstruída novamente no século XI, mas acabou parcialmente destruída em seguida. Os restos foram completamente demolidos em 1484 por ordem do papa Sisto IV. Resto dos pilares ainda eram visíveis na década de 1870 quando o nível do rio estava muito baixo, mas mesmo estes foram completamente removidos em 1878